# إلين فينتر (عداءة سريعة)
إلين فينتر (بالإنجليزية: Elaine Winter)‏ هي عداءة سريعة جنوب أفريقية، ولدت في 1 مايو 1932 في Barberton, South Africa ‏ في جنوب أفريقيا.

## وصلات خارجية
- إلين فينتر على موقع أوليمبيديا (الإنجليزية)